# Tlacote el Bajo
Tlacote el Bajo är en ort i Mexiko.   Den ligger i kommunen Querétaro och delstaten Querétaro Arteaga, i den centrala delen av landet, 200 km nordväst om huvudstaden Mexico City. Tlacote el Bajo ligger 1 854 meter över havet och antalet invånare är 5 419.
Terrängen runt Tlacote el Bajo är platt åt sydost, men åt nordväst är den kuperad. Runt Tlacote el Bajo är det tätbefolkat, med 947 invånare per kvadratkilometer. Närmaste större samhälle är Santiago de Querétaro, 14,9 km sydost om Tlacote el Bajo. Trakten runt Tlacote el Bajo består i huvudsak av gräsmarker.